# Hermann Schumann (Politiker, 1808)

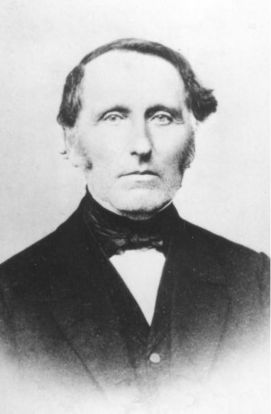
Hermann Schumann

Hermann Schumann (* 15. Februar 1808 in Belostok, Russisches Kaiserreich; † 14. September 1889 in Danzig, Deutsches Kaiserreich) war ein deutscher Pastor und Abgeordneter in Ostpreußen.

## Leben
Hermann Schumann stammte aus der früheren Provinz Neuostpreußen (1795–1807). Wie sein Bruder Otto Schumann besuchte er das Altstädtische Gymnasium in Königsberg i. Pr. Als Student der Evangelischen Theologie an der Albertus-Universität Königsberg folgte er ihm im Herbst 1825 als Mitglied der Vorverbindung vom Corps Masovia. Er wurde Pastor in Schönfließ, Kreis Rastenburg. Für Sensburg / Ortelsburg saß er im Preußischen Abgeordnetenhaus. Sein Sohn war der Gymnasiallehrer und Naturforscher Eduard Schumann.